# Distilirella sinica
Distilirella sinica är en stekelart som beskrevs av He 1985. Distilirella sinica ingår i släktet Distilirella och familjen bracksteklar. Inga underarter finns listade i Catalogue of Life.